# Original Six
Original Six (pol. Oryginalna Szóstka, Pierwotna Szóstka) to grupa sześciu drużyn hokejowych, które występowały w NHL przez 25 lat – począwszy od sezonu 1942-43 aż do rozszerzenia rozgrywek do 12 drużyn, tj. do sezonu 1966-67. Tzw. Oryginalną Szóstkę tworzyły:
| Drużyna             | Kraj              | Rok przystąpienia do NHL                     |
| ------------------- | ----------------- | -------------------------------------------- |
| Montreal Canadiens  | Kanada            | 1909                                         |
| Toronto Maple Leafs | Kanada            | 1917 (Drużyna założona jako Toronto Arenas)  |
| Detroit Red Wings   | Stany Zjednoczone | 1921 (Drużyna założona jako Detroit Cougars) |
| Boston Bruins       | Stany Zjednoczone | 1924                                         |
| New York Rangers    | Stany Zjednoczone | 1925                                         |
| Chicago Blackhawks  | Stany Zjednoczone | 1926                                         |

Drużyny te występują w rozgrywkach NHL do dziś. Z tzw. Oryginalnej Szóstki po rozszerzeniu ligi od sezonu 1967–68 tylko drużyna Toronto Maple Leafs nie zdołała nigdy potem awansować do finału rozgrywek o Puchar Stanleya.